# Sétáló Budapest
A Sétáló Budapest  program koncepcióját Puzsér Róbert alkotta meg 2018-ban, hogy a 2019-es magyarországi önkormányzati választásra egy zöld alternatívát kínáljon a budapesti választópolgároknak, ezen keresztül pedig kísérletet tegyen pártpolitikától független, civil alapokra helyezett kulturális és politikai precedensek felállítására.
A kezdeményezés szakítani kíván a jelenkor magyar politikai beidegződéseivel és leszámolást hirdet a párthatalmi elit megszokottá vált, társadalmat megosztó kommunikációjával, előtérbe helyezve olyan minimumokat mint az átláthatóság és számonkérhetőség, aminek általános hiánya a jelen politikai atmoszférában mára elinflálta annak hitelességét.
A Sétáló Budapest víziója és a Centrum – mint a fennálló kétpólusú politikára adott válasz – megképzésének össztársadalmi igénye létrehívta a Állampolgárok a centrumban Egyesületet, amely közösségi finanszírozásból, civil aktivisták segítségével összegyűjtötte az őszi önkormányzati választásokon való részvételhez szükséges ajánlásokat, így Puzsér Róbertet az egyesület képviseletében, a Nemzeti Választási Bizottság Budapest főpolgármesteri címre jelöltként nyilvántartásba vette.

## A program
A Sétáló Budapest program Budapest legégetőbb problémáira, de elsősorban a fokozott autó központúságra kínál alternatívát, egy központi, összefüggően bejárható sétálóövezet kialakításával, valamint annak mintájára kerületenként is érvényesíteni kívánja az élhető, zöld és emberközpontú szemléletet.
A program bevezetőjéből kiderül, hogy annak kidolgozásakor fundamentális szempont volt, hogy a politikai hagyományokkal szakítva az ne ígérjen vagy kínáljon olyan vállalásokat amelyekre az Önkormányzat hivatalának jogi vagy pénzügyi lehetősége nincs, ugyanakkor a legmagasabb szakmai színvonalat képviselje, mindenek előtt szem előtt tartva a városban élők érdekeit.
Ezt a szakmai igényességet alátámasztja, hogy több mint 70 szerző – köztük közlekedés-mérnökök, közlekedés- és várostervezésben, urbanisztikában, vállalkozás szervezésben jártas szakemberek – több hónapos, összehangolt munkájával állt össze a dokumentum. A szerzők közül néhányan nevük feltüntetését nem vállalhatták.
A 150 oldalas, 11 fejezetből álló dokumentum a 2019-es választások idején nemcsak szakmai alapossága, társadalmi hasznossága és a nagyvárosi életmódra felmerülő kérdésekre adott válaszok tekintetében tekinthető iránymutatónak, hanem azért is mert a többi aspiráns párt által támogatott főpolgármester jelölt egyike sem állt elő részletes tervvel Budapest jövőjét, élhetőségét illetően. Valójában ez az eredmény igazolni látszik azt a feltevést, hogy a Centrum civil bázisa képes politikai precedenseket teremteni. Jelen esetben precedensnek tekinthető, hogy – ugyan a mai politikai kultúra módszeresen erodálta el a választási programalkotás folyamatát és azt lezüllesztette a bazári kereskedők ígéreteinek színvonalára – a program nem a választók vágyainak kielégítését hanem elsődleges érdekeit szolgálja.
A program "az élhető város" és "zöld alternatíva" kifejezések említésével jelenik meg leggyakrabban a hírportálok és videómegosztók felületén de ezeken a címszavakon messze túlmutató témaköröket érintve kíván Budapest problémáira választ adni.

### A programalkotás folyamata
A programkészítés az alábbi lépések mentén zajlott:
- 60 oldalas belső vitairat készítése
- Civil szervezetek visszajelzése és véleményezése
- A program részleteinek publikus megvitatása során elhangzott visszajelzések beemelése a programba
- Programbemutató

### A program tartalmi elemei
- A fővárosi önkormányzás szervezeti kérdései[8] fejezet tisztázza az Önkormányzat működésének alapfeltételeit, a kerületekkel és elővárosokkal szoros együttműködésre való törekvés alapvető fontosságát, az agglomerációs önkormányzati társulás megalapítását. A teljes transzparencia, a közbeszerzések alapelveinek tisztázása mellett a döntés előkészítés – civil szervezetek és ellenzékük felé – nyitottá tételének fontossága jelenik meg és megfogalmazza, hogy a célok megvalósítása érdekében fel kívánja számolni a "politikai oldalak mentén" keletkezett törésvonalakat.[9]

- A Városszerkezet[10] témakör először is rendszerezi a város jelenlegi szerkezetéből adódó problémákat majd az emberközpontúság szempontjai mentén rendezési javaslatot kínál. Kitér az elhanyagolt és elhagyott területek hasznosítására, a belváros tehermentesítésének módjaira.

- A szerkezeti kérdéseket követően városarculati és örökségvédelmi stratégiát[11] határoz meg a program melyben fokozott közösségi szerephez jutnak a terek, az autós forgalom alól felszabadított zónák. Tervezi a műemlékek megelőző karbantartását és a város számára jól megjegyezhető arculatot alakít ki, elsősorban az üzletek és hirdetések tekintetében, majd tisztázza, hogy a Duna és a lakók között pedig szerves kapcsolatot kíván teremteni.

- A program – mind terjedelmében, mind pedig tematikájában – talán legfajsúlyosabb fejezete, a közlekedés[12] igyekszik választ adni Budapest egyik legneuralgikusabb kérdésére és egyensúlyba kívánja hozni Budapest jelenlegi autó szemléletű közlekedésszervezését az emberközpontúsággal. A szerzők nem estek abba a hibába, hogy egy – a programban meghatározott léptékű – sétálózóna bevezetésének javaslatával ne térjenek ki az ezt támogató, megfelelő minőségű közösségi- és tömegközlekedés, valamint parkolási megoldások felvetésére, mindvégig szem előtt tartva az észszerű megvalósíthatóságot.

- Az eddigiekben egymásra épülő tematikát váltja a hulladékgazdálkodást és köztisztaságot érintő Városi környezet és környezetvédelem[13] című fejezet amely nem csak Budapest, hanem globális léptékű szemléletmód változásra ösztönöz. Célokat tűz ki a szelektív hulladékgyűjtés és -feldolgozás kérdéskörében és a lomtalanítás rendszerében kardinális változások eszközlését terjeszti elő.

- A Zöld infrastruktúra[14] témakör komoly terjedelmű megoldásrendszere nemcsak Budapest fogyatkozó zöldfelületének megóvásának, rehabilitációjának kérdéseire szeretne választ adni hanem tisztázza a város egyes szegmenseinek (úgy mint pl. kertvárosok, lakótelepek, barnazónák stb.) zöldebbé, élhetőbbé tételét a zöld infrastruktúra fenntarthatóságának alapproblémáit is.

- A Főváros éjszakai gazdasága és nappali kultúrája[15] fejezetben az utóbbi évek belvárosi, ingatlanpiaci helyzetének megváltozásából és a jelenlegi tömegturizmusból adódó konfliktusok feloldására találunk lehetséges megoldásokat. Fontos szempontnak tekinti, és egyensúlyt kíván teremteni az éjszakai szórakozóhelyek, a turizmus és a lakhatáshoz, pihenéshez való jog között. Ellenpontot kíván állítani a tömegkultúrának azzal, hogy támogatni kívánja az igényes szórakozás lehetőségét.

- A budapesti lakhatási problémák enyhítésére, felszámolására próbál megoldást kínálni a Lakhatás és hajléktalanság[16] fejezet. Budapesten lakások ezrei állnak üresen, miközben társadalmi csoportok szorulnak az utcára vagy szabályozatlan – és számukra hátrányos – körülmények között próbálnak a megélhetés és a lakhatás között egyensúlyozni. A szociálisan rászorulók, fiatalok és idősek számára is létkérdésnek bizonyuló lakbér kérdésben vet fel – többek közt – megoldást ami hidat képezhet a piaci és szociális bérlési alternatívák között. A hajléktalanság problémájára inkább a megelőzésben, a családok egyben tartásának támogatásában vet fel javaslatokat.

- Szociális ellátások és egészségügy[17] – a kormányzatok sajátos hozzáállása az egészségügy és szociális ellátások problémájához valamint az önkormányzatok szinte zéró mozgástere szigorú határvonalat jelöl ki a lehetőségek között. A kerületek közötti koordináció, egységes előjegyzési betegirányítási rendszer és az egészségmegőrzés, megelőzés szintjén lát a program alkotója beavatkozási lehetőséget.

- Bölcsődék, óvodák, iskolák, Oktatásügy és ifjúságpolitika.[18] Elsősorban egy egységes szemléletben, magán- és alapítványi intézményekkel szoros együttműködésben konszolidálná az ifjúságpolitikai feladatokat, az oktatást. Felhívja a figyelmet a súlyos mértékben központosított rendszer által szűkre szabott mozgástérre és keresi azokat a pontokat ahol az ifjúság- és gyermekvédelem témakör mentén támogatást nyújthat.

- A Vállalkozások és magángazdaság[19] kérdéskörre is kitér a program. A vállalkozások tekintetében a fogyasztók számára átláthatóságot, a megbízhatóságot támogató elképzeléseket, startup központok felállítását és az innovácó támogatását tartja kívánatosnak a szerző.

### A program hivatalos összefoglalója
Tekintettel arra, hogy a teljes program szöveg terjedelme mintegy 150 oldalt tesz ki, az alkotók szükségesnek látták, hogy arról egy rövidített változatot is publikáljanak.

## Kritikák a programmal kapcsolatban
A nyomtatott és online média viszonylag érintőlegesen foglalkozott a programmal. A kritikai hangok elsősorban az ellenzéki oldalt képviselők részéről fogalmazódtak meg, ami leginkább abban merült ki, hogy Puzsér Róbert indulásával a kormánypárti főpolgármester leváltását célzó ellenzéki összefogástól von el értékes szavazatokat, ami szemben áll azzal, hogy ezt a nézetet még az ellenzéki összefogást támogató politikai szereplők sem osztják.
Egy másik általános megközelítés a program jelentőségét igyekszik elérvényteleníteni azzal az érveléssel, hogy az megvalósíthatatlan ha nem találkozik kormányoldali támogatottsággal, esetleg az a megvalósítást politikai okokból igyekszik gátolni, a forrásokat elvonni. Ezt a vélekedésnek némiképp alátámasztani látszik Gulyás Gergely Miniszterelnökséget vezető miniszter kijelentése, bár – annak aggályos üzenetértékétől eltekintve – nem ismert a Miniszterelnökség álláspontja, magát a Sétáló Budapest programját illetően.
A kritikák fennmaradó része jellemzően Puzsér Róbert városvezetési alkalmasságát kérdőjelezi meg, amelyre az általa életre hívott civil szerveződés és a fent említett Sétáló Budapest program megalkotása – amennyiben az megvalósítható szakmai és politikai programot képvisel – lehet mérlegelendő, érvényes válasz.

## A program támogatottsága
A választási részvételhez szükséges 5000 érvényes támogatói aláírást meghaladó 6316 ajánlás megszerzése arra enged következtetni – miközben ismert, hogy a civil szférából érkező aspiránsok messze nem azonos körülmények mellett tudnak kampánytevékenységet folytatni mint a párttámogatásokat élvező jelöltek -, hogy a választói elérések és a kihasználható médiafelületek arányában a fővárosban van számottevő igény az Egyesület által meghirdetett zöld, transzparens és értékalapú politizálásra.
A támogatók között feltűntek Schiffer András és Vona Gábor  korábbi politikai szereplők is, akik aktív politikai pályafutásuk idején két, egymástól markánsan különböző nézetet képviselő párt vezetői tisztségét töltötték be.

## Független elemzések
A Sétáló Budapest program és a mögötte formálódó civil centrum támogatói bázisának megítélését illetően mind a regnáló kormánypárti támogatók, mind pedig az ellenzéki oldal szimpatizánsai körében nagy fokú a bizonytalanság. A közösségi médiában tapasztalható reakciókat tekintve megállapítható, hogy ezt a politikai kezdeményezést mindkét – kormánypárti és ellenzéki támogatói – oldalon egyaránt ellenfélként értékelik azok támogatói, ami arra enged következtetni, hogy a mozgalom valóban egy harmadik pólus megteremtését célozza meg.
Ennek a feltevésnek a tisztázását segíti elő az a Sétáló Budapest aktivistáinak társadalmi összetételét vizsgáló független kutatás amely megerősíti, hogy a Centrum és a program támogatói meglehetősen heterogén politikai identitású, civil hátterű és a jelenlegi politikai és társadalmi rendszerből kiábrándult, jellemzően fiatalokból álló csoport. Ebből az összetételből következtethető, hogy a szélesebb- vagy lehetséges támogatói kör összetétele is hasonló mintát mutat.